# مارسلو گارسیا
مارسلو گارسیا (انگلیسی: Marcelo Garcia؛ زادهٔ ۱۷ ژانویهٔ ۱۹۸۳) ورزشکار هنرهای رزمی ترکیبی اهل برزیل است.